# Портрет молодого человека (Джорджоне)
«Портрет молодого человека» (ок. 1510) — картина Джорджоне. В настоящее время находится в будапештском Музее изобразительных искусств (Коллекция живописи старых мастеров, инв. № 94). Дар Януша Ласло Пиркера.
Это изображение нетипично для портрета эпохи Ренессанса: взгляд модели на портретах той эпохи обычно направлен прямо, рождая ощущение контакта со зрителем. Молодой человек смотрит в сторону, это создаёт особую, меланхоличную атмосферу и взаимодействие не на рациональном, а эмоциональном уровне. В этом произведении удачно соединились индивидуальные черты с образом идеального человека Возрождения.
Смягчённые очертания контуров свидетельствуют о том, что Джорджоне был знаком с приёмом сфумато, разработанным Леонардо да Винчи.
Исследование картины в рентгеновских лучах показало, что первоначально юноша смотрел на пейзаж, служащий фоном картины.
Долгое время из-за надписи на парапете (историки искусства отмечают, что она появилась позже) полотно считалось портретом поэта Антонио Броккардо. Изображение шляпы с инициалом V породило гипотезу, что это портрет некоего Витторио Капелло (ит. cappella — шляпа). Некоторые исследователи сомневаются в авторстве Джорджоне, приписывая портрет руке одного из последователей венецианского мастера.